# Xe tăng Type 15
Type 15 (tiếng Trung: 15式轻型坦克; bính âm: yīwǔ shì qīngxíng tǎnkè, tên định danh ZTQ-15), biệt danh Báo đen (tiếng Trung: 黑豹; bính âm: hēi bào), là xe tăng hạng nhẹ thế hệ thứ 3 của Lục quân Quân Giải phóng Nhân dân Trung Quốc, Lính thuỷ đánh bộ và Lực lượng đổ bộ đường không quân đội Trung Quốc. Ngoài Trung Quốc, xe tăng Type 15 cũng được xuất khẩu cho Bangladesh. Type 15 là người kế nhiệm xứng đáng của xe tăng hạng nhẹ Type 62 đã bị Trung Quốc loại biên từ năm 2013. Phiên bản xuất khẩu mang định danh VT-5.

## Phát triển
Trong suốt quá trình phát triển loại xe tăng mới, xe tăng Type 15 đã bị người dân quan sát bắt gặp lần đầu vào năm 2011. Type 15 được đưa vào sản xuất hàng loạt vào năm 2016. Tháng 12/2018, Type 15 được đưa vào trang bị. Type 15 đã xuất hiện trước công chúng trong ngày lễ kỷ niệm 70 năm quốc khánh Trung Quốc, ngày 1/10/2019.

## Thiết kế

### Tổng quan
Xe tăng Type 15 được thiết kế là xe tăng hạng nhẹ, có tính cơ động cao, chuyên vận hành tại các khu vực rừng núi, cao nguyên, nhiều sông ngòi, những khu vực này không phù hợp cho các xe tăng hạng nặng như xe tang Type 99 và xe tang Type 96 có thể gặp khó khăn khi di chuyển.
Ở những vùng cao như Tây Tạng, không khí loãng và động cơ bắt đầu mất công suất. Các loại xe bọc thép hạng nặng như xe tăng chiến đấu chủ lực T-72 và T-90 sẽ gặp khó khăn khi di chuyển trong môi trường thiếu oxy, nhưng xe tăng hạng nhẹ Type-15 có thể hoạt động ở độ cao lớn với động cơ mạnh mẽ và máy tạo oxy. Xe tăng mới này cũng cơ động hơn nhiều so với xe tăng chiến đấu chủ lực hạng nặng do trọng lượng nhẹ và tỷ lệ công suất trên trọng lượng cao.

### Vũ khí
Xe tăng hạng nhẹ Type 15 được trang bị pháo ổn định nòng xoắn cỡ nòng 105 mm chuẩn NATO, được cho là vượt trội hơn so với pháo nòng xoắn 105 mm ZPL-94 của xe tăng Type 88 và Type 59. Pháo chính có tầm bắn hiệu quả là 3 km và tương thích với tất cả các loại đạn xe tăng 105 mm tiêu chuẩn của NATO. Tốc độ bắn liên tục được hỗ trợ bởi hệ thống nạp đạn tự động gắn trên xe tăng, giúp giảm số lượng kíp lái xuống còn 3 người. Xe tăng Type 15 có thể mang theo 38 viên đạn pháo 105 mm.
Type 15 sử dụng đạn APFSDS, HEAT và HE (Chất nổ mạnh) và ATGM phóng từ pháo. Đạn APFSDS và HEAT được sử dụng để đối phó với xe tăng của đối phương trong khi đạn HE được sử dụng để chống chống bộ binh, xe hạng nhẹ/không bọc thép, tòa nhà và công sự dã chiến của đối phương. Đạn APFSDS có khả năng xuyên thủng 500 mm (20 in) thép từ khoảng cách 2.000 mét (1,2 dặm).
Khả năng xuyên phá của đạn pháo APFSDS cỡ 105 mm không được coi là đủ để xuyên thủng lớp giáp trước của xe tăng chiến đấu chủ lực hiện đại như T-90 hoặc VT-4. Để đối phó với xe bọc thép chủ lực của đối phương, Type 15 được trang bị tên lửa chống tăng phóng từ pháo chính với đầu đạn chống tăng nổ mạnh (HEAT) tandem, mang lại khả năng xuyên phá cao hơn nhiều. Tên lửa được cho là có tầm bắn 5 km và có khả năng tấn công trực thăng bay thấp.
Vũ khí khác bao gồm súng máy đồng trục QJT-88 cỡ nòng 5,8 mm, một trạm vũ khí điều khiển từ xa gắn trên nóc tháp pháo, được trang bị súng phóng lựu tự động QLZ-04 35 mm và súng máy hạng nặng QJC-88 12,7 mm.

### Hệ thống điện tử
Xe tăng hạng nhẹ Type 15 có hệ thống cảm biến và kiểm soát hỏa lực hiện đại, bao gồm máy đo khoảng cách laser, máy tính đạn đạo tiên tiến, cảm biến khí tượng, kính ngắm ảnh nhiệt dành cho pháo thủ, radar sóng milimet, và kính ngắm toàn cảnh của chỉ huy. Hệ thống kiểm soát hỏa lực hỗ trợ theo dõi mục tiêu tự động.
Các thiết bị khác bao gồm hệ thống điều hòa không khí, thiết bị cấp khí oxy cho kíp xe, thiết bị chỉ huy và kiểm soát, hệ thống quản lý chiến trường và bộ điều hướng được trang bị cả hệ thống dẫn đường quán tính (INS) và hệ thống dẫn đường vệ tinh.

### Khả năng bảo vệ
Không giống như xe tăng Trung Quốc trước đây với bộ nạp đạn tự động kiểu băng chuyền, đạn pháo trên xe tăng Type 15 được lấy từ bộ nạp đạn tự động với các tấm chắn. Đạn dược được lưu trữ trong tháp pháo để cải thiện độ an toàn.
Xe tăng Type 15 có hai lựa chọn trang bị giáp cung cấp khả năng cơ động chiến thuật khác nhau. Trang bị giáp tiêu chuẩn có lớp bảo vệ là giáp thép với các tấm giáp composite tiên tiến bao phủ tháp pháo, thân xe và hai bên hông, với các khối giáp phản ứng nổ nhẹ bổ sung để bảo vệ thân trước. Gói giáp nâng cao có các khối giáp phản ứng nổ (ERA) dày hơn, ngoài các tấm giáp composite bên dưới, bao phủ toàn bộ tháp pháo và thân xe tăng. Giáp váy gắn ERA và giáp lồng cũng có thể được lắp ở bên hông và phía sau thân xe tăng để tăng cường khả năng bảo vệ.
Xe tăng hạng nhẹ Type 15 được trang bị hệ thống cảm biến cảnh báo laser để phát hiện tên lửa chống tăng và đo khoảng cách tên lửa đang bay tới, và xe tăng có thể tự động triển khai lựu đạn khói nếu phát hiện xe đang bị chùm tia laser trên hệ thống tên lửa chống tăng của đối phương chiếu vào. Hệ thống bảo vệ chủ động do Trung Quốc thiết kế có thể được lắp trên biến thể VT-5 dành cho xuất khẩu theo yêu cầu của khách hàng.  Các tính năng bảo vệ khác bao gồm bảo vệ hóa học, sinh học, phóng xạ và hạt nhân (CBRN) và hệ thống chữa cháy. Xe cũng có máy tạo oxy để hỗ trợ các hoạt động ở độ cao lớn.

### Tính cơ động
Type 15 được trang bị động cơ diesel điều khiển điện tử công suất 1.000 mã lực (746 kW), với hộp số tự động hoàn toàn thủy cơ.. Xe tăng cũng có hệ thống treo thủy lực khí nén.
Do trọng lượng nhẹ hơn, xe tăng Type 15 có thể được vận chuyển bằng đường hàng không dễ dàng hơn. Máy bay vận tải Y-20 chỉ có thể chở một xe tăng Type 99 nhưng có thể chở tới hai xe tăng Type 15 và đạt được phạm vi triển khai xa tới 7.800 km. ZTQ-15 cũng có thể được thả dù bằng máy bay vận tải.

## Lịch sử tham chiến
Trong cuộc Tranh chấp biên giới Trung Quốc-Ấn Độ dọc theo Đường kiểm soát Ấn Độ - Trung Quốc (LAC) vào tháng 6 năm 2020, xe tăng Type 15 được cho là đã được triển khai trên Cao nguyên Tây Tạng.

## Các phiên bản
Type 15 / ZTQ-15
Xe cứu kéo Type 15

Xe cứu kéo được phát triển dựa trên khung gầm xe Type 15.
VT-5

Phiên bản xuất khẩu tương tự ZTQ-15.
VT-5U

Phiên bản không người lái của VT-5.
VT-5BD

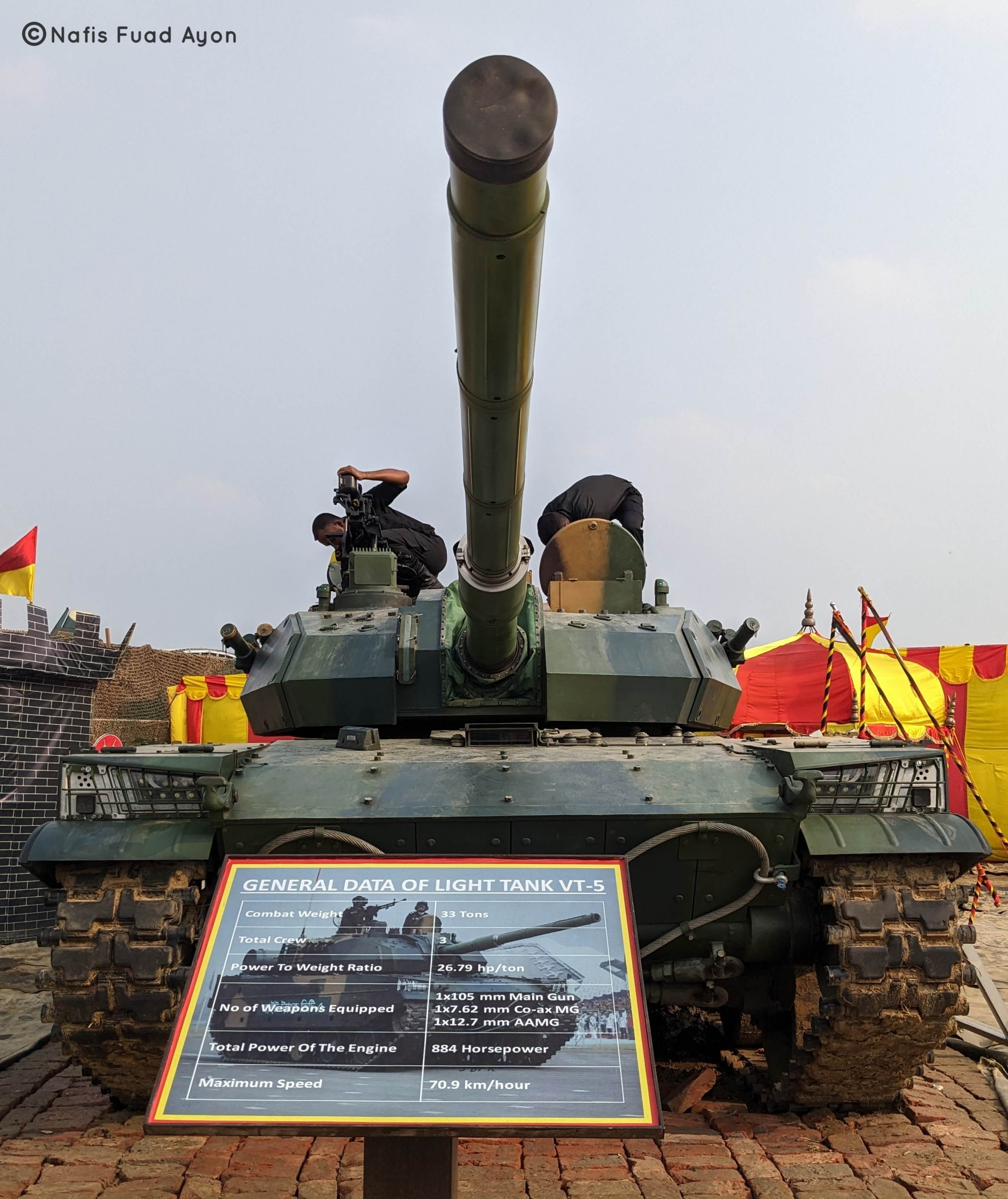
Xe tăng VT-5 của quân đội Bangladesh

Phiên bản dành cho quân đội Bangladesh. Xe cũng được trang bị pháo chính 105 mm, cùng hệ thống bảo vệ chủ động GL-5, nhưng súng máy 12,7 không phải loại điều khiển tự động.

## Trang bị
Trung Quốc
- Lục quân Quân Giải phóng Nhân dân Trung Quốc: 500 units as of 2022.[28]
- Thủy quân lục chiến Trung Quốc: 20 units as of 2021.[29]
- People's Liberation Army Air Force Airborne Corps[30]

 Bangladesh
- Lục quân Bangladesh: 44 xe VT-5BD [31]

### Một số xe tăng hạng nhẹ có hỏa lực tương tự
- M8 Armored Gun System – Chương trình phát triển xe tăng hạng nhẹ của Mỹ đã bị hủy bỏ vào những năm 1990
- PL-01 – Xe tăng hạng nhẹ của Ba Lan cũng bị hủy bỏ phát triển
- 2S25 Sprut-SD
- K21-105 – Xe tăng hạng nhẹ Hàn Quốc